# Centrofera
Centrofera is een geslacht van rechtvleugeligen uit de familie sabelsprinkhanen (Tettigoniidae). De wetenschappelijke naam van dit geslacht is voor het eerst geldig gepubliceerd in 1878 door Brunner von Wattenwyl.

## Soorten
Het geslacht Centrofera  is monotypisch en omvat slechts de volgende soort:
- Centrofera bimaculata (Brunner von Wattenwyl, 1878)